# De La Reina (Mallorca)
De La Reina es un cultivar de higuera de tipo higo común Ficus carica, bífera (con dos cosechas por temporada, las brevas de primavera-verano, y los higos de verano-otoño), con higos de epidermis con color de fondo negro intenso, y con sobre color púrpura rojizo con mancha no muy grande de color verde amarillento en la zona de unión del cuello al pedúnculo. Se cultiva en la colección de higueras de Montserrat Pons i Boscana en Llucmajor (España).

## Sinonimia
- “sin sinónimo”,[5][6][7]

## Historia
Actualmente la cultiva en su colección de higueras baleares Montserrat Pons i Boscana, procedente de un ejemplar o higuera madre localizada en el predio "son Bardenàs", en Orient, creciendo entre otras higueras y olivos, dentro de una vaguada rodeada de montañas y olivares.
La variedad 'De La Reina' tiene este nombre por sus cualidades sobresalientes dignas de una reina, lo que la hace merecedora de ser cultivada en los mejores  higuerales.
No confundir la variedad 'De La Reina' mallorquina, con la variedad 'De La Reina' de la provincia de Málaga, ya que son dos variedades totalmente diferentes.

## Características
La higuera 'De La Reina' es una variedad bífera de tipo higo común de dos cosechas por temporada, las brevas de un tamaño muy grande. Árbol de vigorosidad elevada, con un rendimiento por árbol muy elevado y un buen desarrollo en terrenos favorables, porte esparcido, copa redondeada, de ramaje espeso, follaje muy denso, apretado, buen crecimiento de los brotes anuales, con una emisión de rebrotes nula. Sus hojas son de 5 lóbulos en su mayoría con Longitud x Anchura:18,2 x 19,4 cm, y menos de 3 lóbulos. Con un nº de hojas por brote 8,03, de color verde oscuro. Sus hojas con dientes presentes y márgenes dentados muy marcados. Fecha de abscisión de las hojas a primeros de octubre. 'De La Reina' tiene un desprendimiento de higos escaso, con un rendimiento productivo alto y periodo de cosecha prolongado. La yema apical cónica de color morado rojizo.
Los frutos de la higuera 'De La Reina' son frutos de un tamaño de longitud x anchura:50 x 68mm, tanto las brevas como los higos son de tamaño muy grande de forma ovoidal, bastante cónicas, siendo sus frutos uniformes en las dimensiones, simétricos en la forma, un bajo  porcentaje de frutos aparejados y así mismo de formaciones anormales, de unos 63,380 gramos en promedio, cuya epidermis es de un grosor delgado, de textura fina al tacto, de consistencia mediana, con color de fondo negro intenso, y con sobre color púrpura rojizo con mancha no muy grande de color verde amarillento en la zona de unión del cuello al pedúnculo. Ostiolo de 3 a 5 mm, sin gota de miel, con escamas pequeñas rojas. Pedúnculo casi inexistente de 0 a 1 mm cilíndrico verde oscuro. Grietas longitudinales gruesas, reticulares pocas y muy finas. Costillas poco marcadas. Con un ºBrix (grado de azúcar) de 24 de sabor muy dulce, sabroso y jugoso, con la carne-receptáculo blanco, con color de la pulpa rojo claro. Con cavidad interna grande, con aquenios medianos en tamaño y pocos en cantidad. Los frutos maduran con un inicio de maduración de las brevas el 23 de junio, los higos sobre el 20 de agosto a 6 de octubre. Cosecha con rendimiento productivo alto, y periodo de cosecha elevado.
Se usa en alimentación humana en fresco. Mediana facilidad de pelado. Mediana abscisión del pedúnculo. Son muy resistentes a las lluvias, y a los rocíos, poco sensibles a la apertura del ostiolo, y susceptibles al desprendimiento.

## Cultivo
'De La Reina', debido a sus excelentes cualidades organolépticas se utiliza en alimentación humana en fresco. Se está tratando de recuperar de ejemplares cultivados en la colección de higueras baleares de Montserrat Pons i Boscana en Llucmajor.